# شارل رولا
َشارل رولا (به فرانسوی: Charles Rollin) مورخ و استاد قرن هفدهم میلادی اهل فرانسه است.